# Citokinin
Citokinini je naziv za skupinu hormona u biljaka. Nastaju sintezom u aktivno rastućim tkivima poput embrija, plodova i vršaka korijena.
Uloga citokinina je:
- djelovanje na sazrijevanje kloroplasta
- kontroliraju apikalnu dominaciju, uz druge čimbenike
- odgađanje starenja
- stimuliranje stanične diobe
- utjecanje na diferencijaciju